# Delitto a...
Delitto a... (Meurtres à…) è una serie televisiva franco-belga.
La serie è formata da tanti distinti film TV polizieschi; ogni episodio può essere visto indipendentemente dagli altri, poiché sia i protagonisti che i luoghi di ambientazione sono differenti, mettendo in luce di volta in volta una diversa città o regione francese. La trama solitamente si basa su una leggenda locale e su un'indagine condotta da un duo.

## Episodi

### Stagione 1 (2013-2014)
| nº | Titolo originale        | Titolo italiano               | Prima TV originale | Prima TV Italia |
| -- | ----------------------- | ----------------------------- | ------------------ | --------------- |
| 1  | Meurtres à Saint-Malo   | Delitto a Saint-Malo          | 19 aprile 2014     | 25 luglio 2017  |
| 2  | Meurtres au Pays basque |                               | 5 aprile 2014      |                 |
| 3  | Meurtres à Rocamadour   | Il delitto della madonna nera | 3 maggio 2014      | 19 giugno 2018  |
| 4  | Meurtres à Rouen        |                               | 24 maggio 2014     |                 |

### Stagione 2 (2015)
| nº | Titolo originale         | Titolo italiano                                        | Prima TV originale | Prima TV Italia |
| -- | ------------------------ | ------------------------------------------------------ | ------------------ | --------------- |
| 1  | Meurtres à Guérande      | Delitto sulla Loira - Il mistero del corpo senza testa | 14 febbraio 2015   |                 |
| 2  | Meurtres à l'île d'Yeu   |                                                        | 7 marzo 2015       |                 |
| 3  | Meurtres à Étretat       |                                                        | 4 aprile 2015      |                 |
| 4  | Meurtres à Carcassonne   | Morte a Carcassonne                                    | 9 maggio 2015      |                 |
| 5  | Meurtres au mont Ventoux |                                                        | 23 maggio 2015     |                 |

### Stagione 3 (2015-2016)
| nº | Titolo originale          | Titolo italiano                  | Prima TV originale | Prima TV Italia |
| -- | ------------------------- | -------------------------------- | ------------------ | --------------- |
| 1  | Meurtres à Collioure      | Delitto sui Pirenei: la profezia | 27 agosto 2015     |                 |
| 2  | Meurtres à La Rochelle    |                                  | 20 settembre 2015  |                 |
| 3  | Meurtres en Bourgogne     |                                  | 29 ottobre 2015    |                 |
| 4  | Meurtres à Avignon        |                                  | 17 gennaio 2016    |                 |
| 5  | Meurtres à l'île de Ré    |                                  | 3 aprile 2016      |                 |
| 6  | Meurtres sur le lac Léman | Delitto sul lago                 | 17 aprile 2016     |                 |

### Stagione 4 (2016-2017)
| nº | Titolo originale           | Titolo italiano          | Prima TV originale | Prima TV Italia |
| -- | -------------------------- | ------------------------ | ------------------ | --------------- |
| 1  | Meurtres à La Ciotat       | Delitto in Costa Azzurra | 10 aprile 2016     |                 |
| 2  | Meurtres à Dunkerque       |                          | 9 settembre 2016   |                 |
| 3  | Meurtres en Martinique     | Delitto ai Caraibi       | 24 aprile 2016     |                 |
| 4  | Meurtres à Grasse          | Delitto a Grasse         | 23 settembre 2016  |                 |
| 5  | Meurtres à Aix-en-Provence | Delitto in Provenza      | 4 novembre 2016    |                 |
| 6  | Meurtres à Strasbourg      | Delitto nel vigneto      | 28 ottobre 2016    |                 |

### Stagione 5 (2017-2019)
| nº | Titolo originale          | Titolo italiano | Prima TV originale | Prima TV Italia |
| -- | ------------------------- | --------------- | ------------------ | --------------- |
| 1  | Meurtres dans les Landes  |                 | 23 giugno 2017     |                 |
| 2  | Meurtres en Auvergne      |                 | 16 maggio 2017     |                 |
| 3  | Meurtres à Sarlat         |                 | 25 agosto 2017     |                 |
| 4  | Meurtres à Orléans        |                 | 21 novembre 2017   |                 |
| 5  | Meurtres en pays d'Oléron |                 | 16 marzo 2018      |                 |

### Stagione 6 (2018-2019)
| nº | Titolo originale            | Titolo italiano | Prima TV originale | Prima TV Italia |
| -- | --------------------------- | --------------- | ------------------ | --------------- |
| 1  | Meurtres en Cornouaille     |                 | 22 aprile 2018     |                 |
| 2  | Meurtres en Haute-Savoie    |                 | 6 maggio 2018      |                 |
| 3  | Meurtres à Brides-les-Bains |                 | 8 novembre 2018    |                 |
| 4  | Meurtres dans le Morvan     |                 | 2 dicembre 2018    |                 |
| 5  | Meurtres en Lorraine        |                 | 10 gennaio 2019    |                 |

### Stagione 7 (2019-2020)
| nº | Titolo originale      | Titolo italiano        | Prima TV originale | Prima TV Italia |
| -- | --------------------- | ---------------------- | ------------------ | --------------- |
| 1  | Meurtres à Colmar     |                        | 10 febbraio 2019   |                 |
| 2  | Meurtres à Lille      |                        | 26 ottobre 2018    |                 |
| 3  | Meurtres à Belle-Île  | I misteri di Belle-Île | 18 ottobre 2019    |                 |
| 4  | Meurtres à Tahiti     | Delitto a Tahiti       | 20 dicembre 2019   |                 |
| 5  | Meurtres en Cotentin  |                        | 21 maggio 2019     |                 |
| 6  | Meurtres dans le Jura | Delitto nel Jura       | 8 novembre 2019    |                 |
| 7  | Meurtres en Corrèze   |                        | 25 ottobre 2019    |                 |

### Stagione 8 (2020-2021)
| nº | Titolo originale            | Titolo italiano    | Prima TV originale | Prima TV Italia |
| -- | --------------------------- | ------------------ | ------------------ | --------------- |
| 1  | Meurtres en Pays cathare    |                    | 6 marzo 2020       |                 |
| 2  | Meurtres à Cayenne          |                    | 29 marzo 2020      |                 |
| 3  | Meurtres à Cognac           | Delitto a Cognac   | 3 aprile 2020      |                 |
| 4  | Meurtres à Granville        | Morte in Normandia | 8 gennaio 2021     |                 |
| 5  | Meurtres à Albi             | Delitto a Albi     | 19 giugno 2020     |                 |
| 6  | Meurtres à Pont-l'Évêque    |                    | 29 settembre 2020  |                 |
| 7  | Meurtres à la pointe du Raz |                    | 22 gennaio 2021    |                 |
| 8  | Meurtres à Toulouse         |                    | 5 febbraio 2021    |                 |

### Stagione 9 (2021-2022)
| nº | Titolo originale                | Titolo italiano             | Prima TV originale | Prima TV Italia   |
| -- | ------------------------------- | --------------------------- | ------------------ | ----------------- |
| 1  | Meurtres en Berry               | Delitto nel Berry           | 26 febbraio 2021   |                   |
| 2  | Meurtres à Mulhouse             | Delitto a Mulhouse          | 2 marzo 2021       | 22 settembre 2022 |
| 3  | Meurtres dans les Trois Vallées |                             | 18 giugno 2021     |                   |
| 4  | Meurtres sur les îles du Frioul |                             | 28 ottobre 2021    |                   |
| 5  | Meurtres à Blois                | Delitto a Blois             | 21 ottobre 2021    |                   |
| 6  | Meurtres à Marie-Galante        |                             | 4 novembre 2021    |                   |
| 7  | Meurtres au Mont Saint-Michel   | Delitto a Mont Saint-Michel | 11 gennaio 2022    |                   |
| 8  | Meurtres à Figeac               |                             | 27 marzo 2022      |                   |
| 9  | Meurtres à Porquerolles         |                             | 29 aprile 2022     |                   |
| 10 | L'oubliée d'Amboise             | Delitto in Amboise          | 3 giugno 2022      |                   |
| 11 | Meurtres à Amiens               |                             | 19 aprile 2022     |                   |
| 12 | Meurtres à Nancy                |                             | 10 ottobre 2022    |                   |
| 13 | Meurtres en Champagne           |                             | 2 dicembre 2022    |                   |
| 14 | Meurtres à Pont-Aven            |                             | 11 dicembre 2022   |                   |

### Stagione 10 (2022-2023)
| nº | Titolo originale                   | Titolo italiano | Prima TV originale | Prima TV Italia |
| -- | ---------------------------------- | --------------- | ------------------ | --------------- |
| 1  | Nouveaux Meurtres à Saint-Malo     |                 | 28 marzo 2023      |                 |
| 2  | Meurtres en Béarn                  |                 | 19 febbraio 2023   |                 |
| 3  | Meurtres sur la Côte Fleurie       |                 |                    |                 |
| 4  | Meurtres à Chantilly               |                 | 23 aprile 2023     |                 |
| 5  | Meurtres à Font-Romeu              |                 |                    |                 |
| 6  | Meurtres dans les gorges du Verdon |                 | 11 giugno 2023     |                 |
| 7  | Meurtres dans le Cantal            |                 | 28 maggio 2023     |                 |
| 8  | Meurtres en Guadeloupe             |                 |                    |                 |
| 9  | Meurtres sur les Îles de Lérins    |                 |                    |                 |
| 10 | Meurtres à Bayeux                  |                 |                    |                 |
| 11 | Meurtres aux Saintes               |                 |                    |                 |

### Speciali
| nº | Titolo originale                | Titolo italiano        | Prima TV originale | Prima TV Italia |
| -- | ------------------------------- | ---------------------- | ------------------ | --------------- |
| 1  | La Disparue du Pyla             | Delitto tra le dune    | 3 maggio 2014      |                 |
| 2  | Le Vagabond de la Baie de Somme |                        | 6 giugno 2015      |                 |
| 3  | L'Inconnu de Brocéliande        | Delitto a Paimpont     | 28 aprile 2016     |                 |
| 4  | Les Mystères de l'île           |                        | 13 gennaio 2017    |                 |
| 5  | Sources assassines              | Delitto a La Bourboule | 14 marzo 2017      |                 |
| 6  | Tensions au Cap Corse           |                        | 10 marzo 2017      |                 |
| 7  | Le Secret de l'abbaye           |                        | 27 aprile 2017     |                 |
| 8  | Les Crimes silencieux           | Delitto a Courrières   | 20 aprile 2017     |                 |
| 9  | Péril blanc                     |                        | 6 gennaio 2018     |                 |
| 10 | Le Prix de la vérité            |                        | 21 dicembre 2017   |                 |
| 11 | Les Disparus de Valenciennes    |                        | 24 marzo 2018      |                 |
| 12 | Les Mystères de la basilique    |                        | 6 aprile 2018      |                 |
| 13 | Mémoire de sang                 |                        | 22 settembre 2018  |                 |
| 14 | Le Mort de la plage             |                        | 31 agosto 2018     |                 |
| 15 | Les Fantômes du Havre           | I fantasmi di Le Havre | 14 settembre 2018  |                 |
| 16 | Les Mystères du Bois Galant     |                        | 30 marzo 2019      |                 |
| 17 | Les Ombres de Lisieux           |                        | 21 aprile 2019     |                 |
| 18 | Le Prix de la loyauté           |                        | 7 maggio 2019      |                 |
| 19 | Le Pont des oubliés             |                        | 8 giugno 2019      |                 |
| 20 | La Malédiction du volcan        |                        | 16 febbraio 2019   |                 |
| 21 | La Malédiction de Provins       |                        | 27 agosto 2019     |                 |
| 22 | Maddy Etcheban                  |                        | 9 gennaio 2020     |                 |
| 23 | L'Archer noir                   |                        | 8 febbraio 2020    |                 |
| 24 | Le Canal des secrets            |                        | 23 gennaio 2020    |                 |
| 25 | Amours à mort                   |                        | 27 gennaio 2019    |                 |
| 26 | Les Secrets du château          |                        | 29 novembre 2019   |                 |
| 27 | En attendant un miracle         |                        | 18 dicembre 2021   |                 |
| 28 | Les bois maudits                |                        | 25 dicembre 2021   |                 |
| 29 | Le Prix de la trahison          |                        | 15 gennaio 2022    |                 |
| 30 | Menace sur Kermadec             | Delitto a Kermadec     | 23 gennaio 2022    |                 |
| 31 | Le Secret de la grotte          |                        | 9 febbraio 2023    |                 |
| 32 | La Malédiction du lys           |                        | 9 giugno 2022      |                 |
| 33 | Mémoires à vif                  |                        | 2 maggio 2023      |                 |